# Mitteldarm
Der Mitteldarm, auch bekannt als Mesodaeum oder Mesenteron, ist der mittlere Abschnitt des Darmes.

## Der Mitteldarm der Wirbeltiere
Beim Wirbeltierembryo hat der Mitteldarm zunächst in ganzer Länge Verbindung zum Dottersack. Er geht an der vorderen Darmpforte aus dem Vorderdarm und an der hinteren Darmpforte in den Hinterdarm über. Mit der Abkrümmung des Embryos trennt sich der Mitteldarm vom Dottersack und wird in den Embryo einbezogen. Aus dem Mitteldarm entsteht der größte Teil des definitiven Darms, vom Ende des oberen Teils des Zwölffingerdarms (Pars superior duodeni) bis zum Cannon-Böhm-Punkt im Bereich des Dickdarms.

## Der Mitteldarm der Wirbellosen
Bei den Häutungstieren (Ecdysozoa) stellt der Mitteldarm den Teil des Darmes dar, der entodermal gebildet und entsprechend nicht gehäutet wird. Seine Gestalt ist bei den verschiedenen Tiergruppen sehr variabel und reicht vom einfachen Rohr bis zu stark differenzierten Bildungen. Dies legt nahe, dass er in der Evolution mehrfach unabhängig voneinander entstanden ist. Bei manchen Arten ist sein Vorderabschnitt zu einem Ventriculus erweitert, der allerdings nicht dem Magen der Wirbeltiere homolog ist. Am Anfang des Mitteldarms, bei einigen Arten im Mittel- oder Hinterabschnitt, können Blindsäcke (Caeca) ausgebildet sein.
In verschiedenen Taxa wirbelloser Tiere hat sich unabhängig voneinander eine Mitteldarmdrüse gebildet. Dabei handelt es sich um den Abschnitt des Darmes, der die für die Verdauung wichtigen Enzyme bildet. Eine solche Drüse findet sich bei den Weichtieren, den Spinnentieren, den Krebstieren und den Seesternen. Bei einigen Vertretern dieser Tiergruppen übernimmt die Mitteldarmdrüse zudem die Funktion als Resorptions- und Speicherort für Nährstoffe, in diesen Fällen spricht man von einem Hepatopankreas. Insekten haben statt einer Mitteldarmdrüse ein enzymproduzierendes Mitteldarmepithel.